# 科爾曼 (密歇根州)
科爾曼（英語：Coleman）是一個位於美國密歇根州密德蘭縣的城市。

## 人口
根據2020年美國人口普查的數據，科爾曼的面積為3.26平方千米，當中陸地面積為3.23平方千米，而水域面積為0.03平方千米。當地共有人口1262人，而人口密度為每平方千米387人。